# Anna Katharine Rohlfs

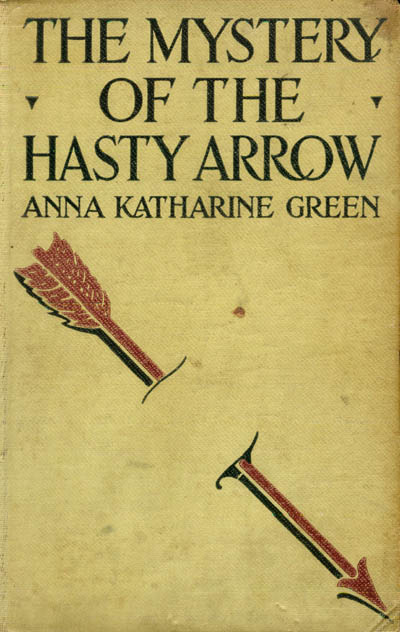
Einband von The Mystery of the Hasty Arrow, einem 1917 erschienenen Kriminalroman von Anne Katharine Greene

Anna Katharine Rohlfs (* 11. November 1846 in Brooklyn als Anne Catharine Green ; † 11. April 1935 in Buffalo) war eine US-amerikanische Schriftstellerin von viktorianischen Kriminalromanen. Sie veröffentlichte ihre Erzählungen unter dem Namen als Anna Katharine Green und gilt als die „Mutter der Detektivgeschichten“ und die bedeutendste Vertreterin des Genres zwischen Edgar Allan Poe und Sir Arthur Conan Doyle. Ihr Werk ist sehr umfangreich – neben fast 40 Romanen schrieb sie auch Kurzgeschichten und Gedichte.
Zu den noch heute gelesenen Werken von Green zählen Der Fall Leavenworth und Der Filigranschmuck. Ihr Erstlingswerk Der Fall Leavenworth war sowohl in den Vereinigten Staaten als auch im Ausland ein Verkaufserfolg, wurde sowohl von Wilkie Collins als auch Émile Gaboriau positiv besprochen und war eine Zeitlang Pflichtlektüre der Studenten an der Yale Law School.

## Leben
Anna Katharine Green war das vierte Kind des New Yorker Anwalts James Wilson Green und seiner Ehefrau Katherine Anne Whitney Green. Die Mutter starb 1849 bei der Geburt ihres fünften Kindes, das die Geburt gleichfalls nicht überlebte. James Green heiratete nach dem Umzug der Familie nach Buffalo, New York ein zweites Mal. Anna Katharina Greens Stiefmutter setzte sich für eine grundlegende Ausbildung ihrer Stieftochter ein und ermutigte sie auch bei ihren Schreibversuchen. 1863 wurde Anna Katharine aufs Ripley College in Poultney, Vermont geschickt. Das heute unter dem Namen Green Mountain College firmierende private College war damals eine der wenigen universitären Einrichtungen, die Frauen offenstanden. Die für damalige Zeiten ungewöhnliche Entscheidung der Eltern, eine junge Frau studieren zu lassen, führt Martha Halley Dubiose auf den Einfluss des progressiven Predigers Henry Ward Beecher zurück, der ein vehementer Verfechter der Frauenrechte war und zu dessen Gemeinde die Familie eine Zeitlang zählte. Anna Katharine wurde am Ripley College Vorsitzende der Washington Irving Association, machte die Bekanntschaft mit Ralph Waldo Emerson und setzte sich selbst das Ziel, Dichterin zu werden. 1866 schloss sie ihr Studium mit einem Bachelor ab und kehrte dann zu ihrer Familie zurück, die wieder in Brooklyn Heights, einem Stadtteil von New York City lebte.
Nachdem ihre Versuche, Gedichte zu schreiben, bei Ralph Waldo Emerson auf wenig Ermutigung stieß, begann sie ab 1868 an einem Roman zu arbeiten. Sie fürchtete anfangs, darin keine Unterstützung bei ihrem Vater zu finden. Ihr Vater zeigte sich jedoch von ihrem Roman Der Fall Leavenworth sehr angetan – vermutlich auch, weil Anne Katharine mit dem Roman weitreichende juristische Kenntnisse und Wissen über die Abläufe eines Gerichtsprozesses unter Beweis stellte. Er half ihr, mit dem Verleger George Putnam in Kontakt zu treten. Der Fall Leavenworth war sowohl in den USA als auch im Ausland ein großer Erfolg. In Großbritannien äußerte sich Wilkie Collins sehr positiv über das Werk, in Frankreich fand sie Unterstützung durch Émile Gaboriau.
Ihr Roman Schein und Schuld wurde im Sommer 1912 als Fortsetzungsroman im Badischen Beobachter abgedruckt.
Am 25. November 1884 heiratete Green in Buffalo den Schauspieler und späteren Möbeldesigner Charles Rohlfs. Sie war ihm durch den Pfarrer ihrer Kirchengemeinde vorgestellt hatte. Greens Vater hatte zunächst Vorbehalte gegen die Heirat mit dem acht Jahre jüngeren Schauspieler. Unter seinem Einfluss gab dieser die Schauspielerei weitgehend auf um Möbeldesign zu studieren. In der ersten erfolgreichen Bühnenfassung von Der Fall Leavenworth gehörte Charles Rohlfs zum Ensemble. Das Ehepaar hatte eine Tochter und zwei Söhne: Rosamunde, Roland und Sterling Rohlfs, die beide Testpiloten wurden.
Rohlfs starb mit über 88 Jahren am 11. April 1935 in Buffalo und fand ihre letzte Ruhestätte dort auf dem Forest Lawn Cemetery.

## Einordnung
An den Erfolg ihres Erstlingswerks Der Fall Leavenworth konnte keiner ihrer weiteren Romane anknüpfen, Green konnte ihre Familie dennoch durch ihre Schreiberei ernähren. Ihren letzten Roman veröffentlichte sie 1923; da empfand man ihren Schreib- und Erzählstil bereits als altmodisch und überholt. Trotzdem gilt ihr Werk als stilbildend. In Der Fall Leavenworth führte Green mit Inspektor Gryce den ersten Polizeiangestellten ein, der zum Serienhelden wurde. Er ist die Hauptfigur in insgesamt elf Romanen und zwei Sammlungen von Kurzgeschichten und löst seine Fälle durch sorgfältiges investigatives Vorgehen. Nach Ansicht von Martha Halley Dubiose setzte Green mit der Sorgfalt, mit der sie die polizeiliche Arbeit beschrieb, einen Maßstab für die Kriminalliteratur.
Rund 20 Jahre nach dem Erscheinen ihres Erstlingswerk schuf Green mit der altjüngferlichen Amateurdetektivin Miss Amelia Butterworth eine weitere Figur, die zu einem Typus des Kriminalromans wurde. Amelia Butterworth tauchte erstmals in That Affair Next Door (1897) auf, wo sie Inspektor Gryce behilflich ist, einen Fall zu lösen. Mit der Einführung von zwei Hauptfiguren fand Green eine akzeptable Lösung für eines der grundlegenden Probleme früher Kriminalromane: Polizeiangestellte gehörten typischerweise der unteren sozialen Schicht an und im 19. Jahrhundert war es weder in den Vereinigten Staaten noch in Großbritannien realistisch, dass ein Angehöriger dieser Schicht auf gleicher Ebene mit Angehörigen einer der oberen sozialen Schichten verkehrte. Gleichzeitig interessierte sich das Lesepublikum aber primär für Kriminalgeschichten, die im oberen Milieu spielten. Mit der wohlhabenden und wohlerzogenen Butterworth löste Green dieses Problem. Sie fand darin unter anderem eine Nachahmerin durch Dorothy L. Sayers, die ihrer Figur des Inspector Parker von Scotland Yard den Amateurdetektiv Lord Peter Wimsey an die Seite stellte.

## Werke (Auswahl)

### Erzählungen
Anthologien
- The old stone house and other stories. Books for Libraries, New York 1970 (Nachdr. d. Ausg. New York 1890)[5]
- A difficult problem. The staircase at the heart'S delight and other stories. Putnam, New York 1901.
- The amethyst box. Putnam, New York 1905.
  - deutsche Übersetzung: Die Amethyst-Phiole. Der Gestolene Rubin. Lutz Verlag, Stuttgart 1914.
- Masterpieces of mystery. Dodd Mead, New York 1913.[6]
- The golden slipper, and other problems for Violet Strange. Kessinger Publ., Whitefish, Mont. 2005, ISBN 1-4191-6425-2 (Nachdr. d. Ausg. New York 1915)[7]
- To the minute. Scarlet and Black. Two tales of life's perplexities. New York 1916.
- A difficult problem, the staircase at the heart's delight, and other stories. Garrett Press, New York, 1969.[8]
- Room Number 3. And other detective stories. Dodd Mead, New York 1919.[9]

Einzelne Erzählungen
- The blue wash mystery. In: Ellery Queen (Hrsg.): Ellery Queen's minimysteries. 70 short-short stories of crime, mystery, and detection. World Publ., New York 1969.
- The ruby and the caldron. In: Classic scary stories. Lowell House, Los Angeles 1999.
- Missing: Page 13. In: A century of great suspense stories. Berkeley Prime Crime, New York 2001.
- Der Eremit der Sechsten Avenue. In: Der Eremit und andere Erzählungen. Lutz Verlag, Stuttgart 1921.

### Gedichte
- The defence of the pride, and other poems. Putnam, New York 1882.

### Romane
Die Ebenezer Gryce Reihe
- The Leavenworth Case. Penguin Books, New York 2010, ISBN 978-0-14-310612-8 (Nachdr. d. Ausg. New York 1878).
  - deutsche Übersetzung: Der Fall Leavenworth. Rio-Verlag, Zürich 1993, ISBN 3-9520059-6-7 (früherer Titel: Der Mordfall Leavenworth)
  - deutsche Übersetzung: Tödliche Liebe. Der Fall Leavenworth. Independently published (29. November 2018), ISBN 978-1-7904-3691-0
- A Strange Disappearance. New York 1880.
  - deutsche Übersetzung: Endlich gefunden. Detektivroman. Aufwärts-Verlag, Berlin 1937 (früherer Titel: Eine rätselhafte Entführung).
- Hand and Ring. Putnam, New York 1883.
  - deutsche Übersetzung: Hand und Ring. Lutz Verlag, Stuttgart 1896.
- Behind Closed Doors. Putnam, New York 1888.
  - deutsche Übersetzung: Hinter verschlossenen Türen. Lutz Verlag, Stuttgart 1909.
- A matter of millions. Routledge, London 1891.
  - deutsche Übersetzung: Um Millionen. Lutz Verlag, Stuttgart 1922.
- The Doctor, His Wife, and the Clock. Putnam, New York 1895.
- That Affair Next Door. Putnam, New York 1897.
- Lost Man's Lane. A second episode in the life of Amelia Butterworth. Putnam, New York 1898.
- The circular study. Garland, New York 1976, ISBN 0-8240-2372-2 (Nachdr. d. Ausg. New York 1900).
- One of my sons. Putnam, New York 1901.
  - deutsche Übersetzung: Einer meiner Söhne. Lutz Verlag, Stuttgart 1901.
- Initials only. Dodd Mead, New York 1911.
- The mystery of the hasty arrow. Dodd Mead, New York 1917.

Der Caleb Sweetwater Zyklus
- Agatha Webb. Kessinger Publ., Whitefish, Mon. 2004, ISBN 1-4191-0519-1 (Nachdr. d. Ausg. New York 1899).
- The Woman in the Alcove. Bobbs-Merrill, New York 1906.
- The House of the Whispering Pines. Putnam, New York 1910.

Einzelwerke
- Forsaken Inn. Grosset & Dunlap, New York 1890.
  - deutsche Übersetzung: Das verlassene Gasthaus. Lutz Verlag, Stuttgart 1920.
- Marked „Personal“. Putnam, New York 1893.
- The filigree ball. Being a full and true account of the solution of the mystery concerning the Jeffrey Moore affair. Arno Books, New York 1976, ISBN 0-405-07860-9 (EA Indianapolis 1903)
  - deutsche Übersetzung: Der Filigranschmuck. Rio-Verlag, Zürich 1993, ISBN 3-9520059-7-5 (Nachdr. d. Ausg. Stuttgart 1924).
- The House in the Mist. Bobbs-Merrill, New York 1905.
- The Step on the Stair. Dodd Mead, New York 1923.
- The sword of Damocles. A story of New York Life. Putnam, New York 1881.
- X.Y.Z. A detective story. Putnam, New York 1883.
- 7 to 12. A detective story. New York 1887.
  - deutsche Übersetzung: Zwischen 7 und 12 Uhr. Lutz Verlag, Stuttgart 1908.
- Cynthia Wakeham's money. Putnam, New York 1892.
- Miss Hurd. An enigma. Putnam, New York 1894.
- Dctor Izard. Putnam, New York 1895.
- The millionaire baby. Bobbs-Merrill, New York 1905.
- The chief legatee. Cupples & Leon, New York 1906.
- The mayor's wife. Bobbs-Merrill, New York 1907.
- Three thousand Dollars. Badger, New York 1910.
- Dark hollow. Dodd Mead, New York 1914.
- The step on the chair. Dodd Mead, New York 1923.
- A woman of mystery. Collier, London 1909.

### Theaterstücke
- Risifi's daughter. A drama. Putnam, New York 1887.

## Verfilmungen
- George Lessey (Regie): Graft. 1915.
- George Lessey (Regie): A strange disappearance. 1915 (nach dem gleichnamigen Roman).
- Lawrence Marston (Regie): The millionaire baby. 1915 (nach dem gleichnamigen Roman).
- William Bertram (Regie): Who is Number One? 1917.
- Kenneth S. Webb (Regie): His Wife's Husband. 1922 (frei nach dem Roman The mayor's wife).
- Charles Giblyn (Regie): The Leavenworth Case. 1923 (nach dem gleichnamigen Roman).
  - Neuverfilmung: Lewis D. Collins (Regie): The Leavenworth Case. 1936.